# Qəbələ (rajón)
Qəbələ (rusky Габала Gabala) je rajón v Ázerbájdžánu.
Správním městem rajónu je Qəbələ, které v minulosti sloužilo jako hlavní město Kavkazské Albánie. V éře Sovětského svazu byl na jeho území v roce 1985 umístěn radar Gabala. Až do roku 2012 mělo město pronajaté Rusko. Gabala je hlavním pilířem ruského protiraketového obranného systému.
V červnu 2007 ruský prezident Vladimir Putin navrhl americkému prezidentu Georgi W. Bushovi, aby Spojené státy postavily plánovanou základnu evropské části svého protiraketového systému v Ázerbájdžánu a využily radar v Gabale.